# Gastrotheca weinlandii
Gastrotheca weinlandii är en groddjursart som först beskrevs av Franz Steindachner 1892.  Gastrotheca weinlandii ingår i släktet Gastrotheca och familjen Hemiphractidae. IUCN kategoriserar arten globalt som otillräckligt studerad. Inga underarter finns listade i Catalogue of Life.